# Borom Sarret
Borom Sarret es un cortometraje en francés de 1963 del director senegalés Ousmane Sembène, rodada en Dakar y con especial importancia dentro de las producciones de cineastas negros en África.

## Sinopsis
Borom Sarret, conductor de carromatos, trabaja duro para alimentar a su familia. Al final de una jornada ganada a duras penas, un cliente le pide que lo lleve a los barrios pijos, prohibido a los carromatos. Lo paran, le ponen una multa y le confiscan su carromato, su única herramienta de trabajo. Un cuadro de la vida cotidiana en los barrios de chabolas de Dakar.